# Grand-Laviers
Grand-Laviers (picardisch: Grand-Lavier) ist eine nordfranzösische Gemeinde mit 462 Einwohnern (Stand 1. Januar 2022) im Département Somme in der Region Hauts-de-France. Die Gemeinde liegt im Arrondissement Abbeville, in der Communauté d’agglomération de la Baie de Somme und im Kanton Abbeville-1.

## Geographie
Die Gemeinde liegt nordwestlich an Abbeville anschließend am nördlichen Ufer des Canal Maritime d’Abbeville à Saint-Valery, dem kanalisierten westlichen Teil der Somme. Im Norden reicht sie über die Autoroute A16 hinaus, im Osten über die Autoroute A28. Die Bahnstrecke von Abbeville nach Boulogne-sur-Mer verläuft durch das Gemeindegebiet. Zu Grand-Laviers gehört der Gemeindeteil Petit-Laviers in der Talaue der Somme. Zur Gemeinde gehört der Wald Bois de Bonance. Das Gemeindegebiet liegt im Regionalen Naturpark Baie de Somme Picardie Maritime.

## Geschichte
Im 11. Jahrhundert wurde ein Burghügel errichtet. Das Feudalgut wurde 1349 an den Kartäuserorden verkauft; es wechselte in der Folge mehrfach die Herrschaft. Die Arbeiten zur Kanalisierung der Somme bis zur Mündung begannen 1786, der Kanal konnte aber erst 1827 eröffnet werden. Die Bahnstrecke wurde zwischen 1845 und 1850 erbaut. 1940 erlitt der Ort mit Abbeville schwere Zerstörungen. Im Jahr 1976 wurde die Gemeinde Petit Laviers nach Grand-Laviers eingemeindet.
| 1962 | 1968 | 1975 | 1982 | 1990 | 1999 | 2006 | 2018 |
| ---- | ---- | ---- | ---- | ---- | ---- | ---- | ---- |
| 352  | 252  | 246  | 395  | 423  | 372  | 348  | 446  |

## Sehenswürdigkeiten
- Kirche Saint-Fuscien aus dem 15. Jahrhundert, 1844 restauriert
- Ruinen der Kapelle des ehemaligen Leprosenhauses der Frères du Val aus dem 13. Jahrhundert